# 新西兰玉

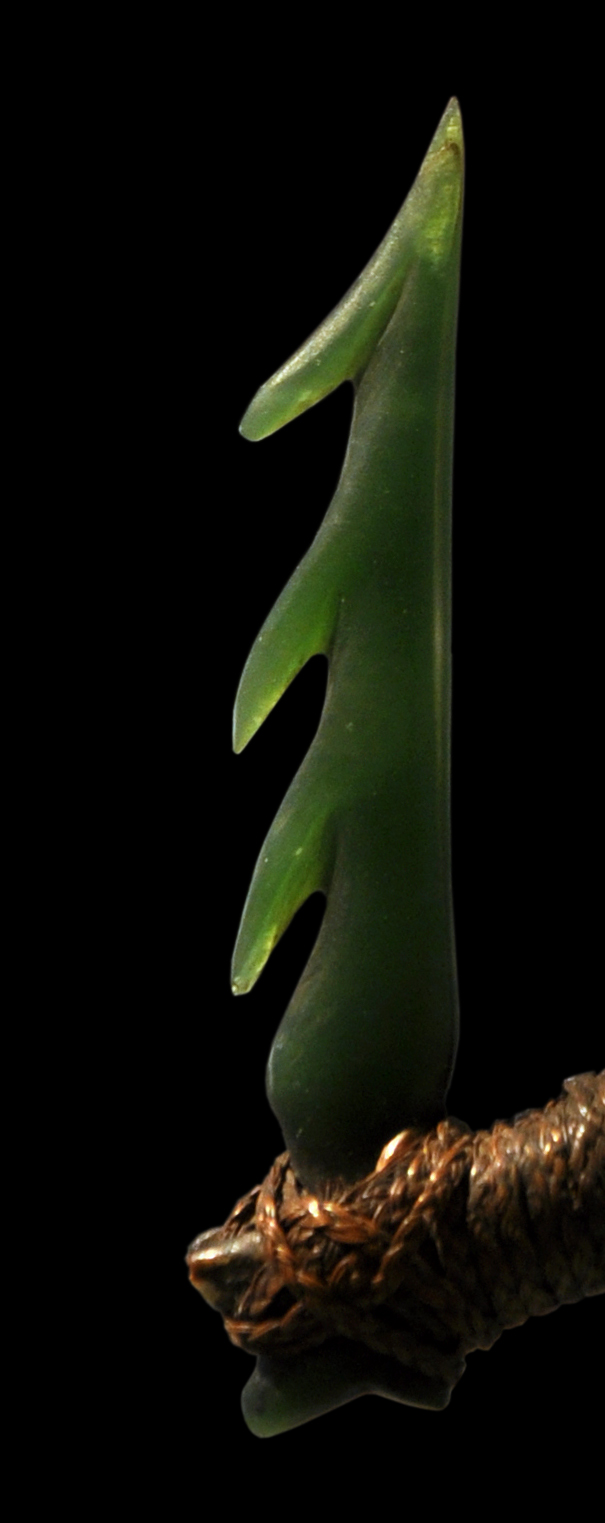
毛利人特有的鱼钩形状玉雕

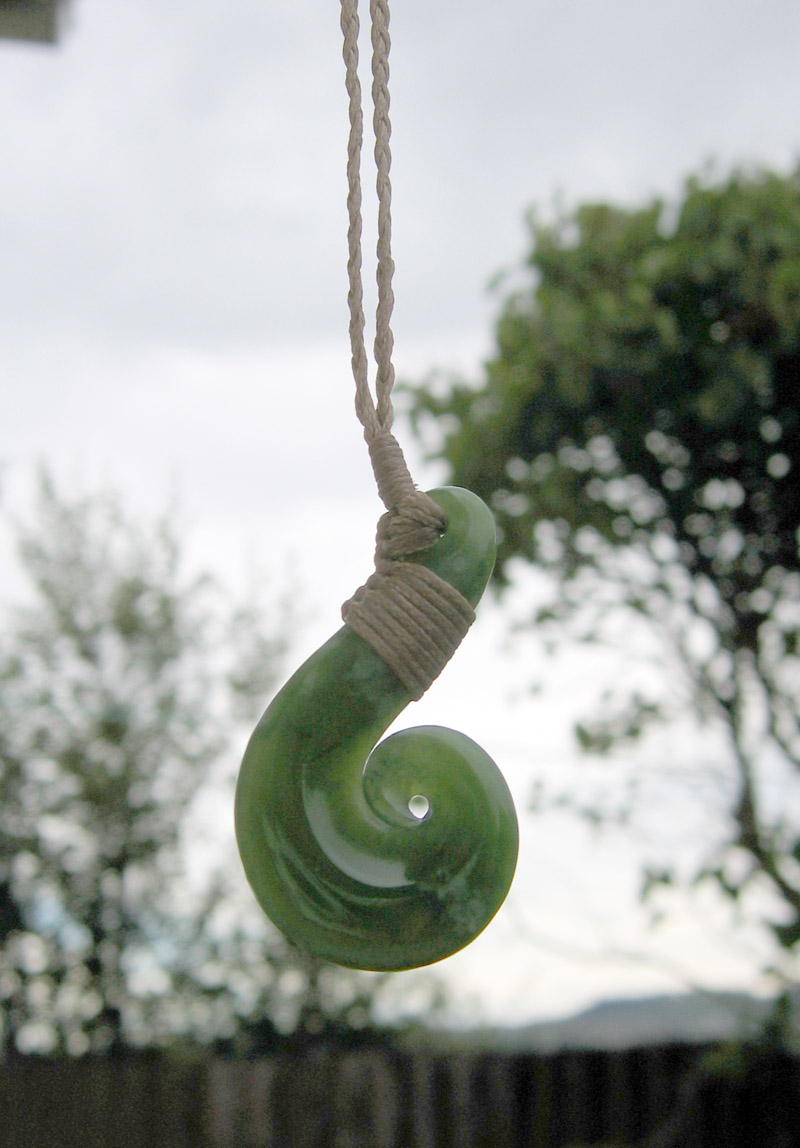
代表好运的一块毛利人特有鱼钩形状玉雕

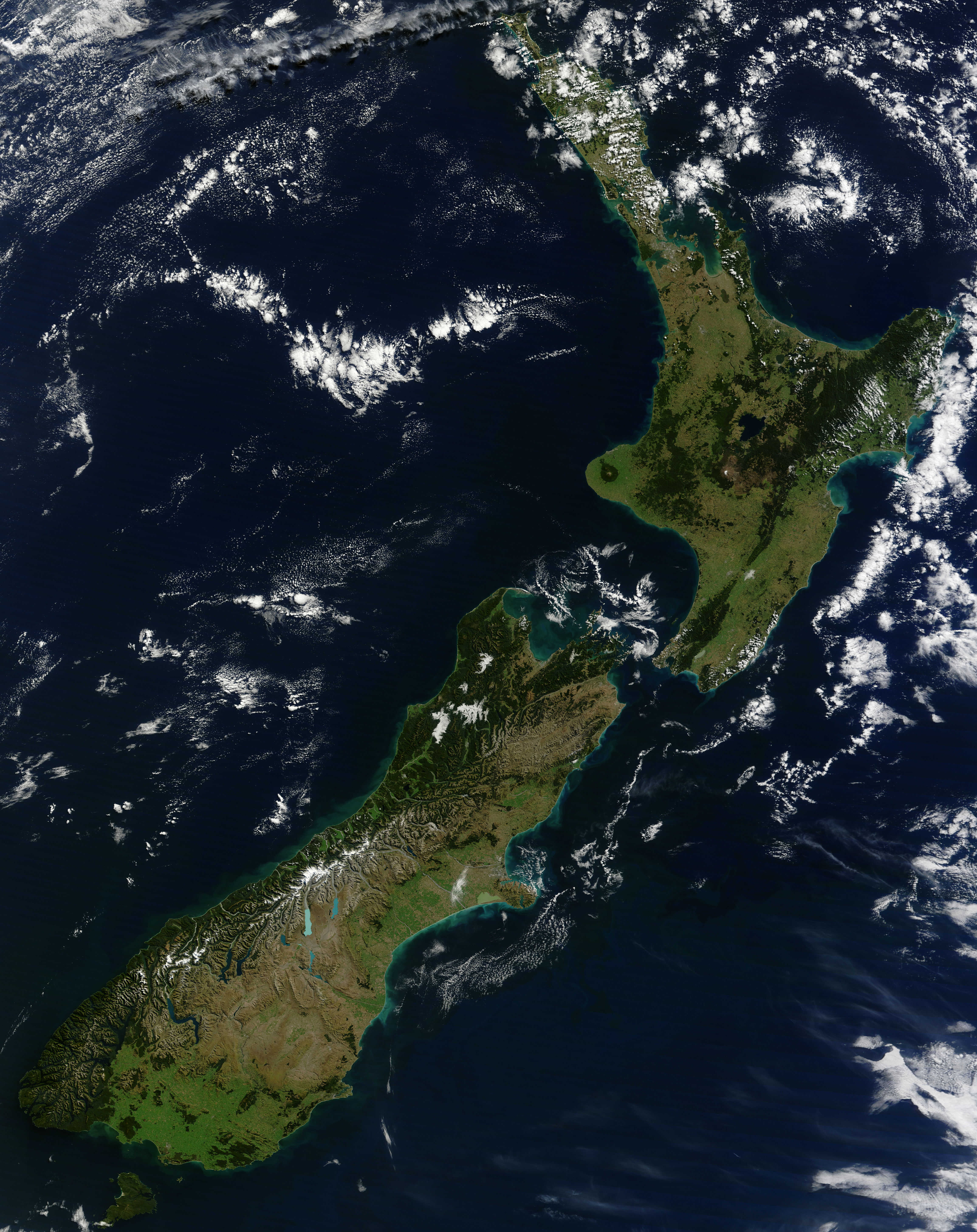
有着玉石沉积的新西兰的西南海岸被命名为“绿玉水域”

新西兰玉，又称绿玉，直译普纳姆（Pounamu，字面意思为“绿色的石头”）。是主要分布在新西兰南部的几种坚固耐用的石材。 这种玉石对于毛利人有着重要的价值，尤其是用新西兰玉制成的硬石雕刻品在毛利人文化中起着重要作用。 
从地质学上讲，新西兰玉通常是软玉，翡翠或蛇纹石。但毛利人主要是按颜色和外观对新西兰玉分类。 
主要分类为kawakawa ， kahurangi ， īnanga和tangiwai 。 前三个是软玉，而tangiwai 则是一种蛇纹石。 
- Īnanga pounamu种的名字取自当地的淡水鱼(Galaxias maculatus)，主要颜色为珍珠白色和灰绿色，从半透明到不透明。 [3]
- Kahurangi pounamu种具有典型的的半透明特征，并伴随有生动的绿色阴影。 它以天空晴朗而得名，是较稀有的品种。 [4]
- Kawakawa pounamu种的阴影成分较多，通常带有斑点或内含物，以当地的一种树叶(Macropiper excelsum)命名，这是新西兰玉最常见的品种。 [5]
- Tangiwai pounamu种拥有类似于玻璃的透明度，但不少原石阴影范围很大。这个名字来自毛利语悲伤的眼泪。[6]

在现代商业交易中，新西兰玉几乎总是指软玉。 在新西兰南岛的众多河流中都能发现新西兰玉的沉积，但是绝大多数原石都是巨大的粗糙石块，如果不切割开很难辨别。

## 毛利人与新西兰玉

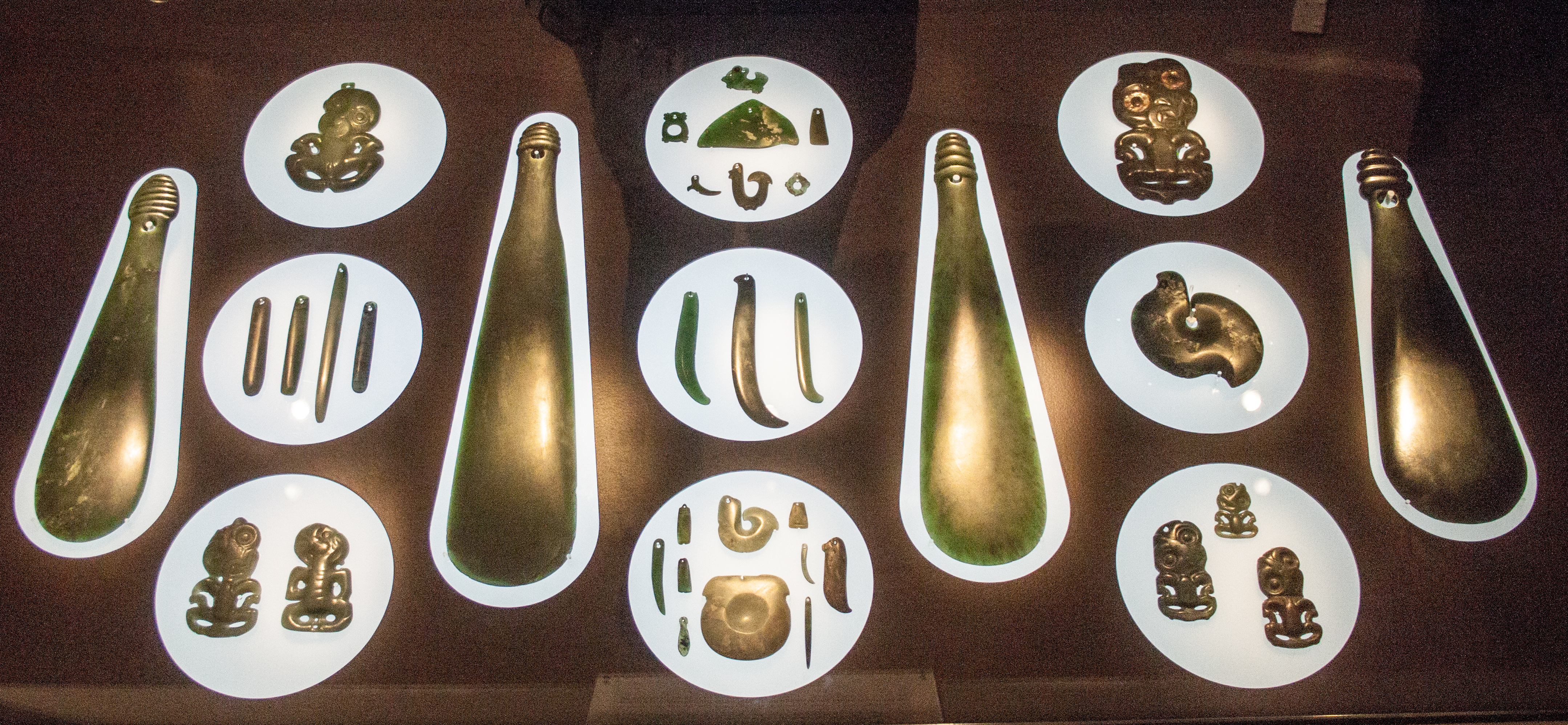
大量新西兰玉制品

新西兰玉在毛利文化中扮演着非常重要的角色。它被认为是一种极其珍贵的宝物，因此，在与当地毛利人签订《怀唐伊条约》中有一条，即新西兰的玉石原料不允许出口，该条约适用至今。通常而言，一块新西兰玉的传承时间越久越具有价值和威望，毛利人认为新西兰玉本身就是一种带有威仪的物品，经常被当作礼物来密封重要协议。
毛利人制作的传统新西兰玉制品包括工具，例如锛、凿子、刀具、锥子、锤石和钻头；狩猎工具类似于钓鱼钩和饵，矛尖和用于系牢圈养鸟的腿环；以及吊坠，耳坠和斗篷别针等装饰品。
毛利人出于实用和装饰原因而广泛使用这些玉制工具，即使不用做工具用途，单纯为了装饰佩戴也是很常见的行为。
新西兰玉仅存于新西兰的南岛，有新西兰玉出产的地区，被毛利人被称为Te Wai Pounamu（“绿石之水”）或Te Wahi Pounamu（“绿石之地”）。
1997年，作为纳塔胡部落索赔和解的一部分，英国王室将所有新西兰玉的自然所有权移交给南岛的毛利部族。
现在的新西兰玉的开发行为都受到毛利部落的严格监督，新西兰玉石认证计划也已经提出，以保证新西兰玉石的真实和可追溯性。

## 地质构造和位置
新西兰玉石主要分布于南岛西岸大区，菲奥德兰和南地大区西部。 
通常而言，新西兰玉石是在山中剥落后通过水流的搬运作用沉积在河流和沙滩上的。当然，毛利人也从高山上，甚至在雪线以上开采出了新西兰玉石。新西兰玉形成的岩石族被称为蛇绿岩，通常是深海地壳的一层，也是地幔的一部分。这些深部的地幔岩石和地壳岩石一起加热变质时，会在它们的接触处形成玉石。
新西兰玉主要在南岛的三个地区开采。Dun Mountain Ophiolite Belt是南地大区的一条显著的变质带，在菲奥德兰的东部和北部边缘也发现了新西兰玉的矿藏。米尔福德峡湾附近的安妮塔湾拥有一个很小但价值很高的新西兰玉矿藏。在南阿尔卑斯山区，也有一些孤立的新西兰玉点状分布，它们被水流被侵蚀后，沉积在西海岸的河流和海滩上。

## 现代使用
19世纪末至20世纪初，在维多利亚时代和爱德华时代由黄金和新西兰玉制成的珠宝和其他装饰物品在新西兰尤为流行。   新西兰玉现今继续受到新西兰人的追捧，并经常作为礼物赠送给游客和移居海外的新西兰人。     
淘玉是新西兰的一项文化活动，政府仅允许在南岛西海岸的指定海滩上进行，并且规定淘玉者只能够带走自己能够独自携带的玉石，在规定以外地区淘玉以及携带超过标准的量都属于违法行为。2009年，大卫·安东尼·萨克斯顿（David Anthony Saxton）和他的儿子摩根·大卫·萨克斯顿（Morgan David Saxton）因用直升机从西海岸南部偷新西兰玉而被判处两年半监禁。
《指环王》中饰演亞拉岡的維果·莫天森就佩戴着一块新西兰玉制品。电视节目《大力神》中的迈克尔·赫斯特（Michael Hurst）在节目中佩戴了一条新西兰玉项链，且在劇情中项链曾撞到他的牙齿，虽然该装饰物符合该节目规程，但鉴于安全风险，已将其替换为乳胶复制品。
2016年上映的迪士尼动画电影《海洋奇缘》中 ，特菲提之心即為一块新西兰玉。 

## 画廊

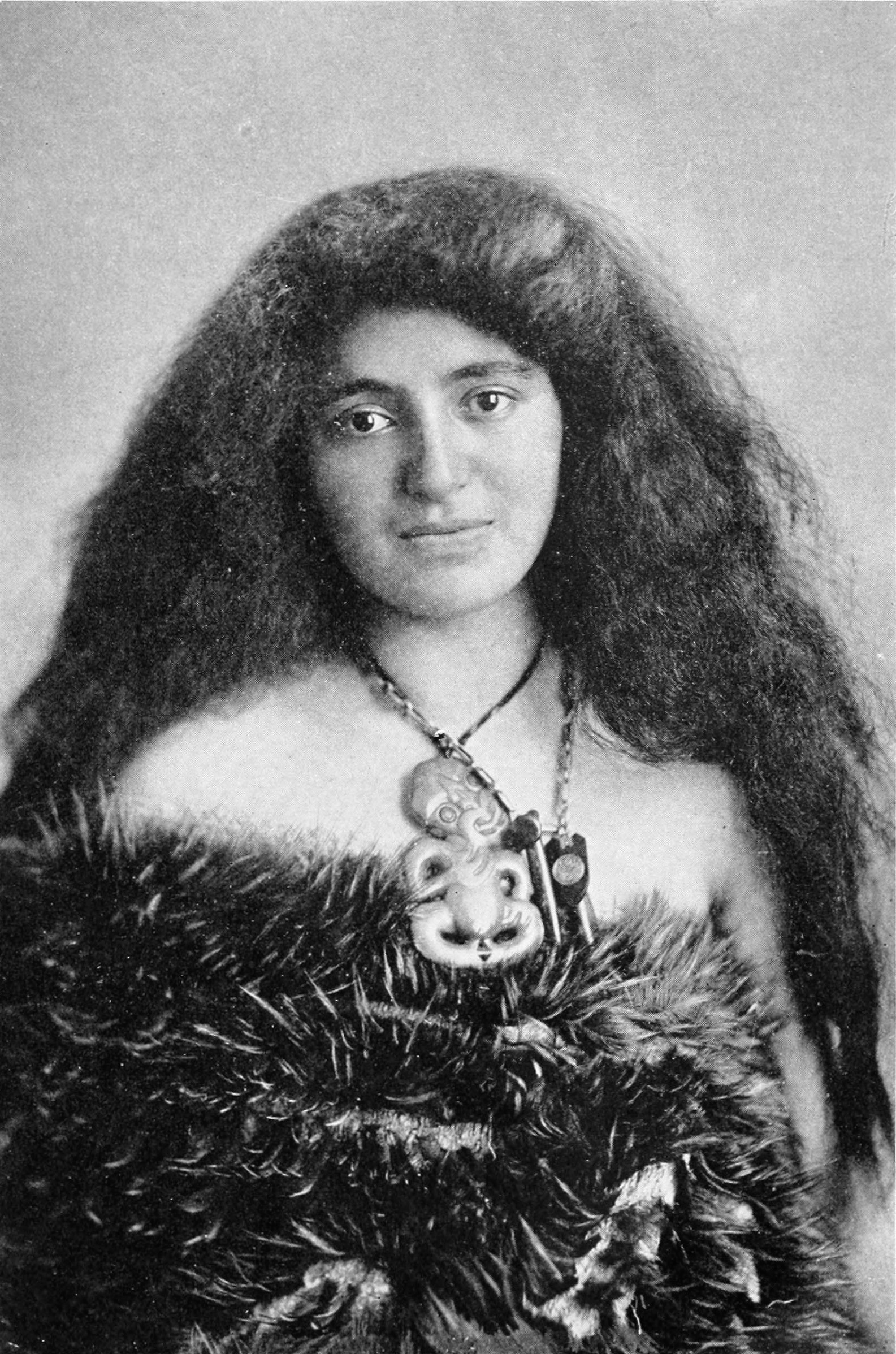
佩戴着玉坠的穿着鹬鸵毛大衣的毛利妇女
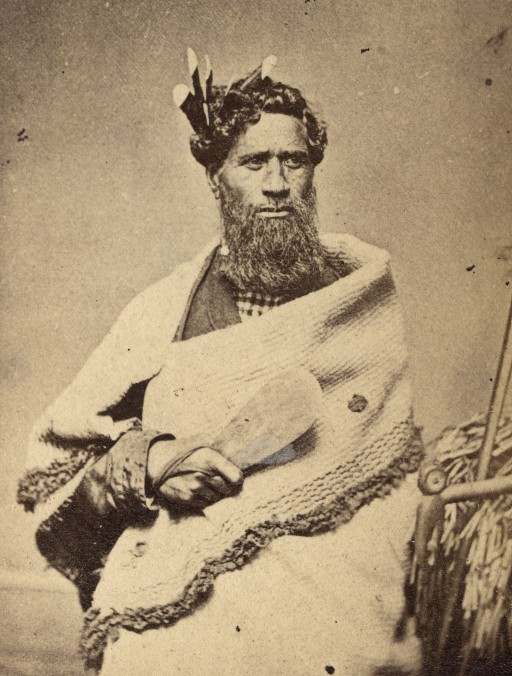
毛利酋长握着一块新西兰玉
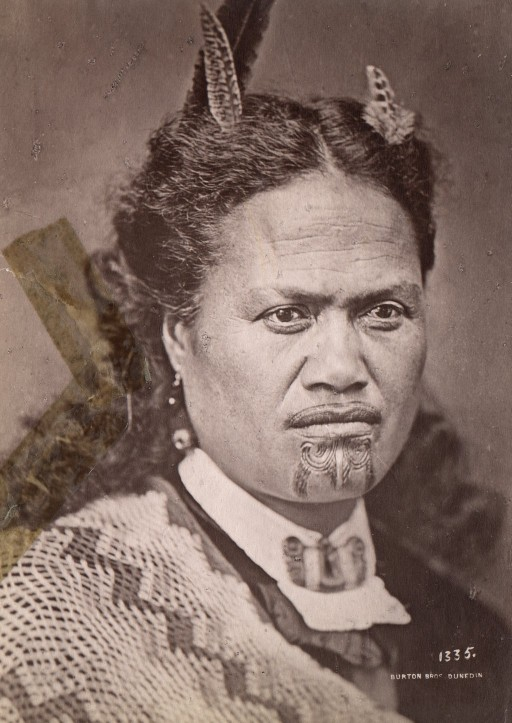
一个下巴上有纹身的毛利妇女，戴着玉吊坠
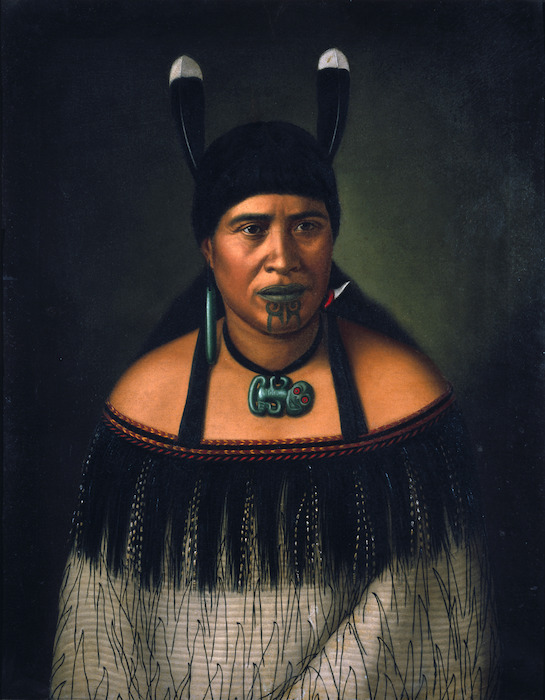
Hinepare，NgātiKahungunu部落的妇女。脖子上佩戴着新西兰玉饰，两耳分饰着一只新西兰玉耳环和一只鲨鱼齿耳环
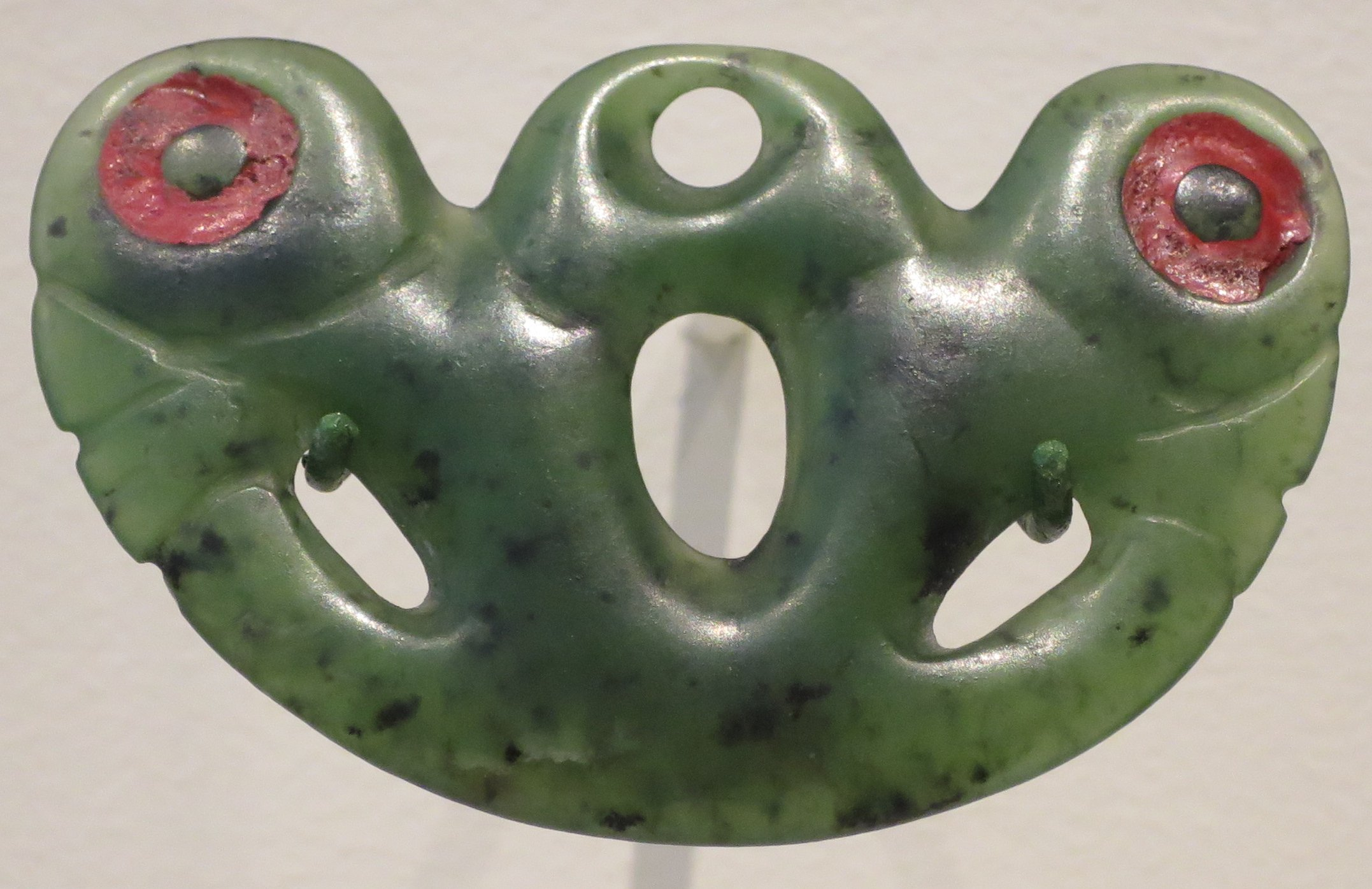
玉耳坠，上用红蜡装饰
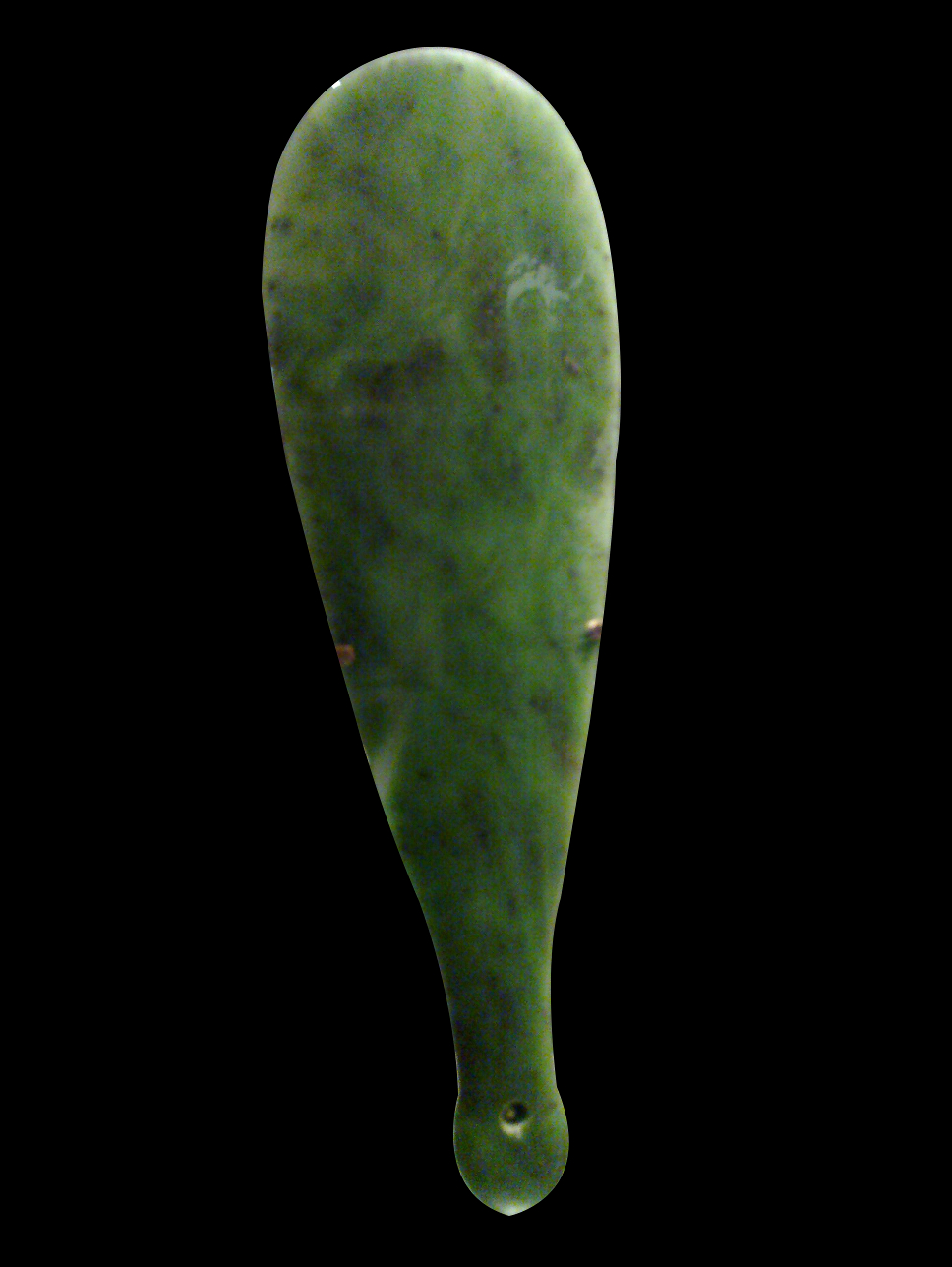
卡塔雷（Kaataore），以1830年代被蒂·拉帕拉哈（Te Rauparaha）杀害的纳塔胡部落首领命名的一块新西兰玉。后被赠送给George Grey爵士。
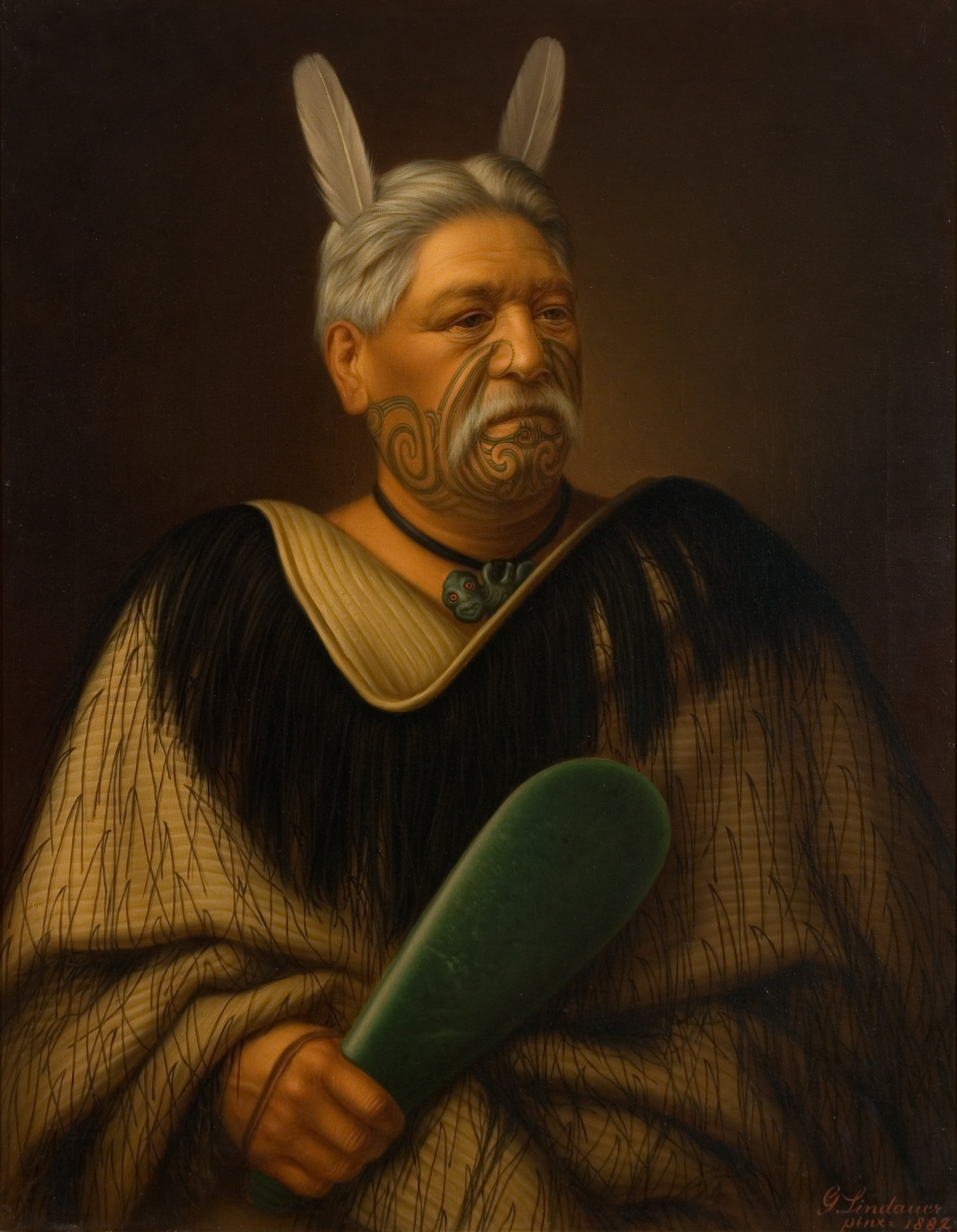
肖像画，身穿一件便服，拿着一块新西兰玉制品
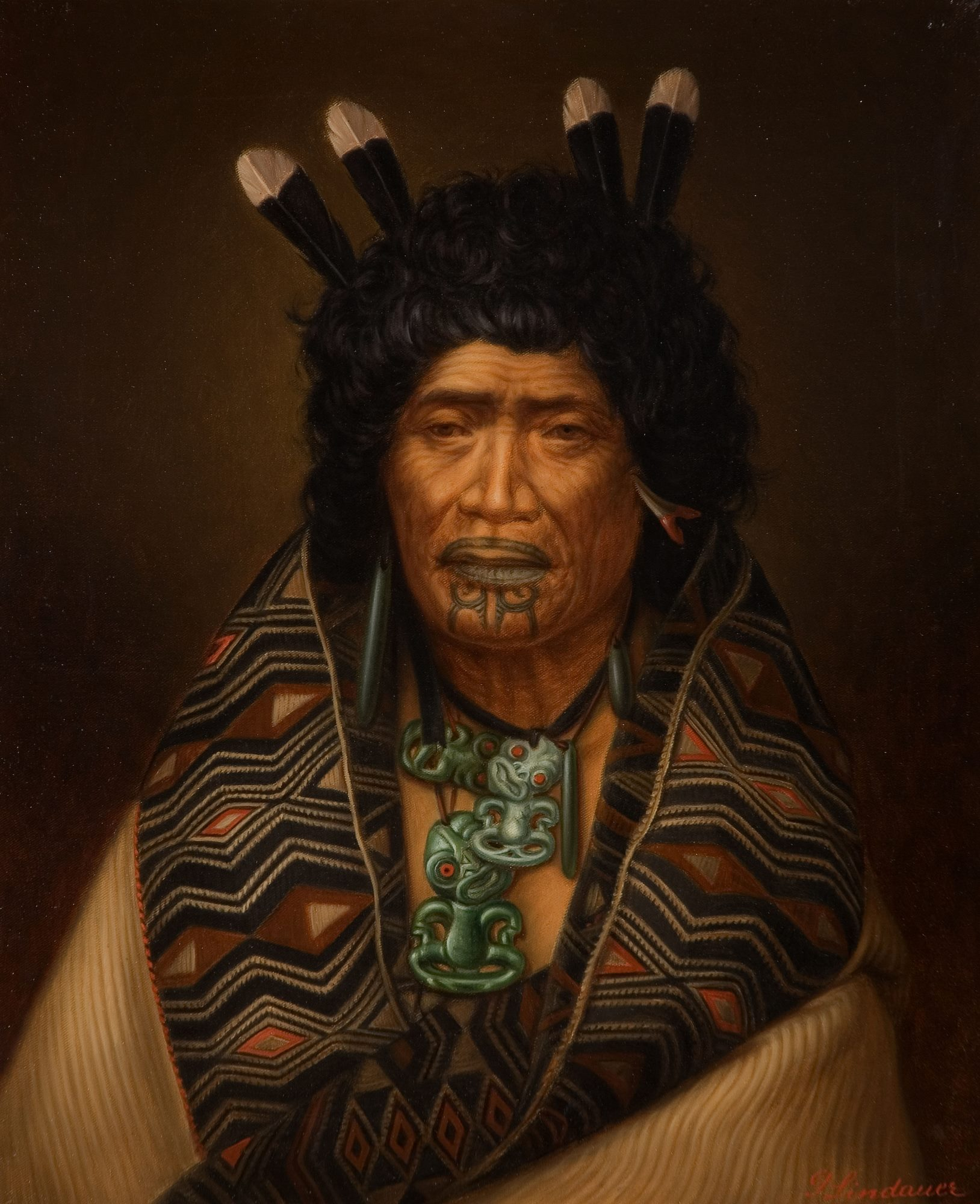
朗伊·托皮奥拉（Rangi Topeora）的肖像，佩戴着大量新西兰玉制品
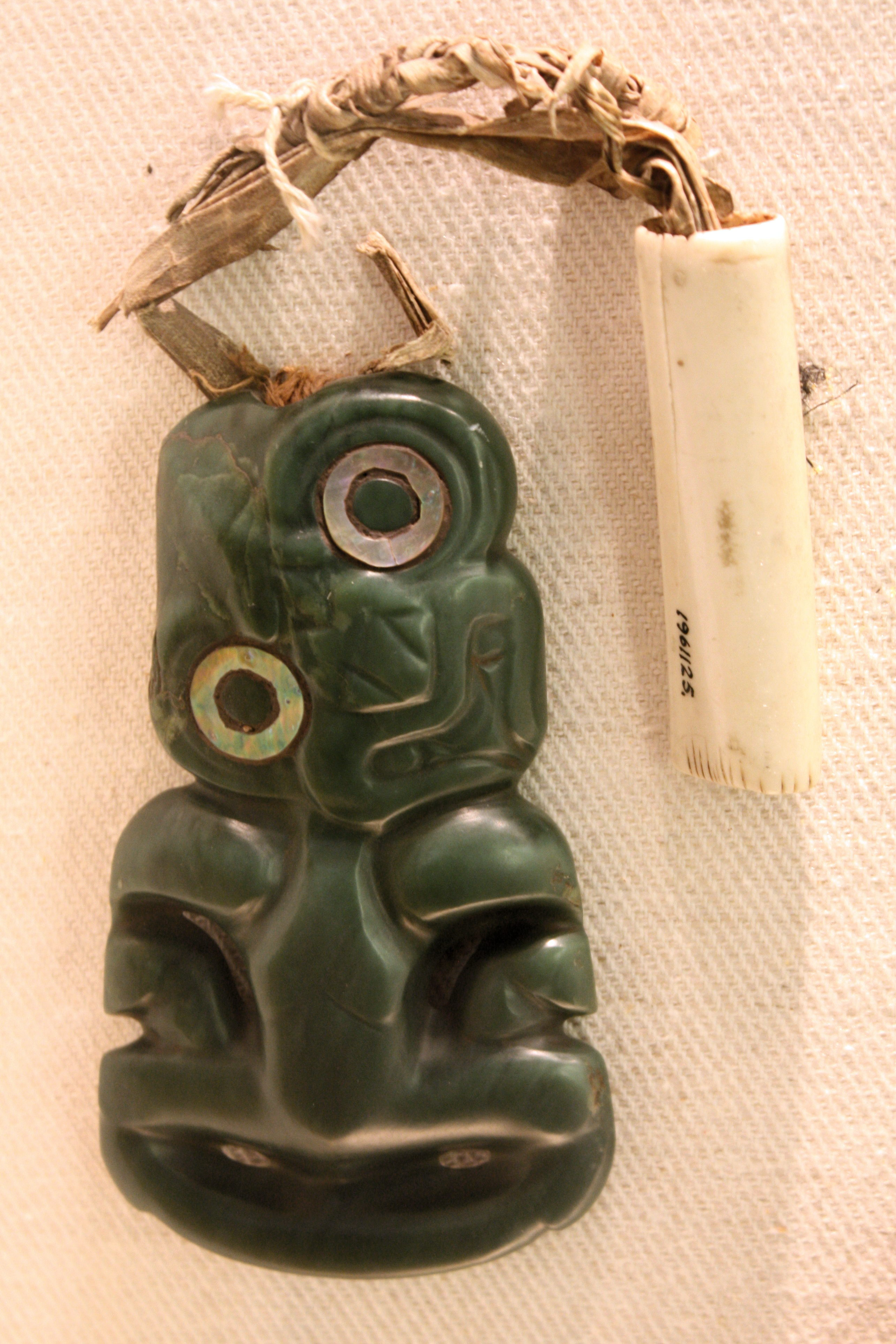
玉饰品
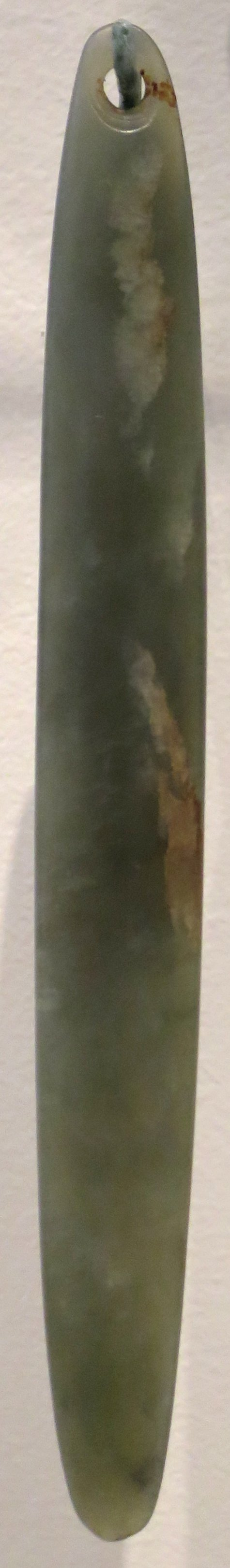
一个直耳环
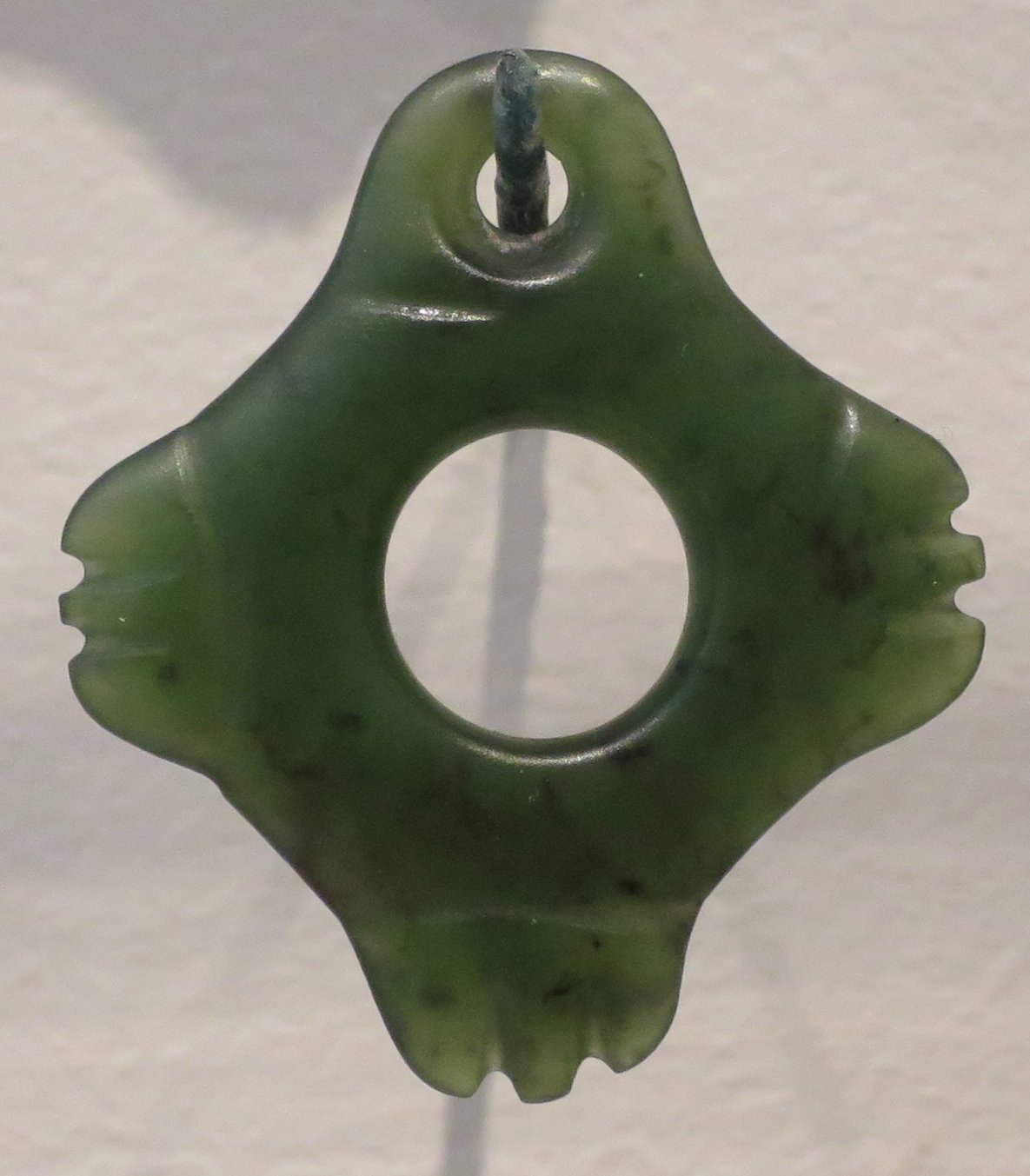
鸟脚环，用于固定狩猎时所用的诱饵鸟